# Da vidna
Chansons représentant la Biélorussie au Concours Eurovision de la chanson
Like It
(2019) Ya Nauchu Tebya
(2021)
Da Vidna (en alphabet cyrillique Да відна) est une chanson du groupe biélorusse VAL sortie le 27 janvier 2020 en téléchargement numérique. La chanson aurait dû représenter la Biélorussie au Concours Eurovision de la chanson 2020, à Rotterdam, aux Pays-Bas. Elle est intégralement interprétée en langue biélorusse.

## À l'Eurovision
Le 28 février 2020, la chanson Da Vidna de VAL remporte la sélection biélorusse et est ainsi désignée pour représenter la Biélorussie au Concours Eurovision de la chanson 2020.
La chanson aurait dû être interprétée en deuxième position de l'ordre de passage de la première demi-finale, le 12 mai 2020. Cependant, le 18 mars 2020, l'annulation du Concours en raison de la pandémie de Covid-19 est annoncée.